# Црква Светих апостола Петра и Павла у Талиновцу
Црква Светих апостола Петра и Павла се налазила у Талиновцу, насељеном месту на територији општине Урошевац, на Косову и Метохији. Припадала је Епархији рашко-призренске Српске православне цркве.
Црква посвећена Светим Апостолима Петру и Павлу, иналази се два километра северно од Урошевца.

## Разарање цркве 1999. године
Након доласка америчких снага КФОР-а, црква је демолирана и са унутрашње стране спаљена од стране албанских екстремиста. Српско гробље око цркве је порушено.